# Rathsdorf (Wriezen)

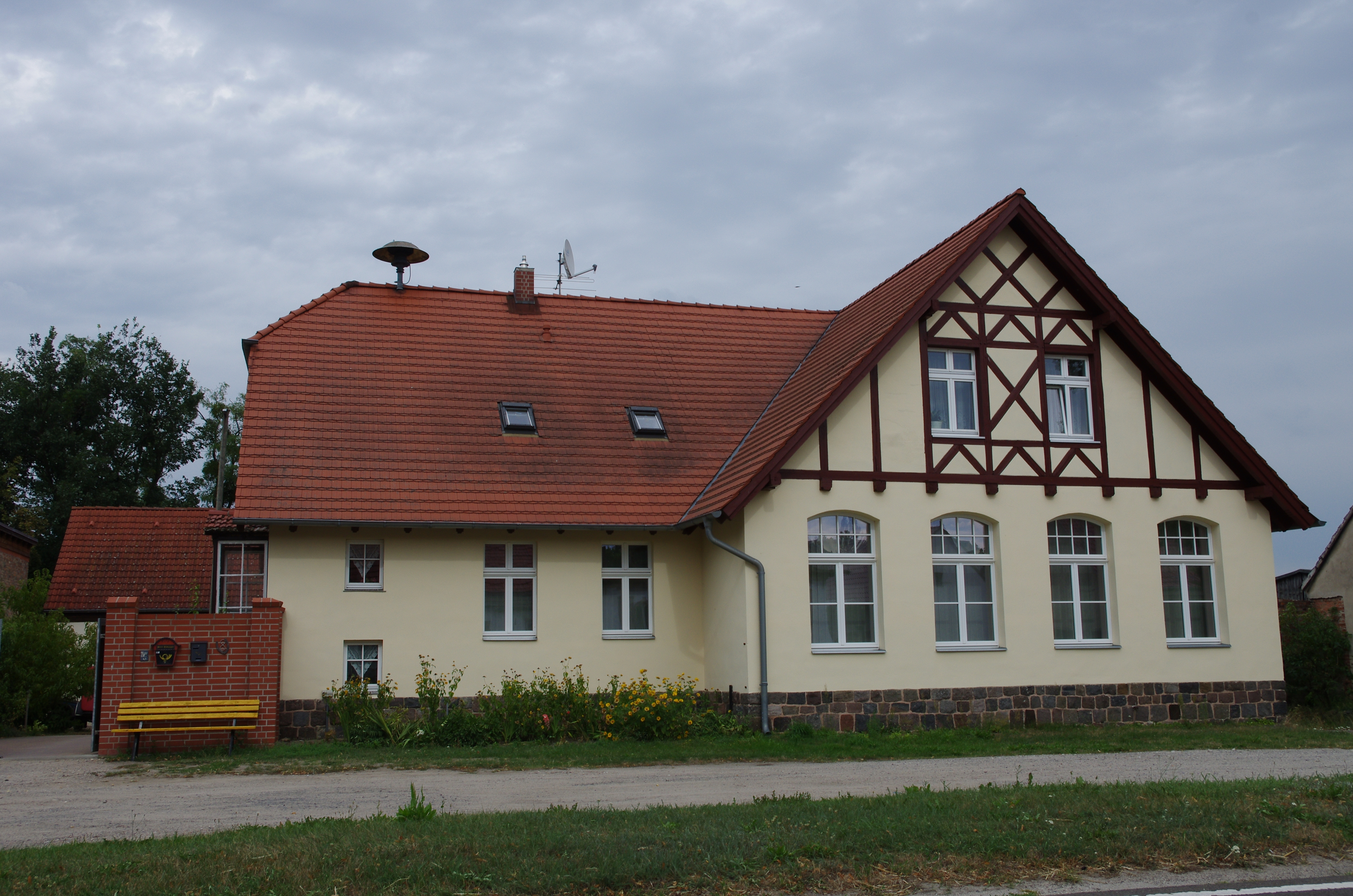
Die alte Schule

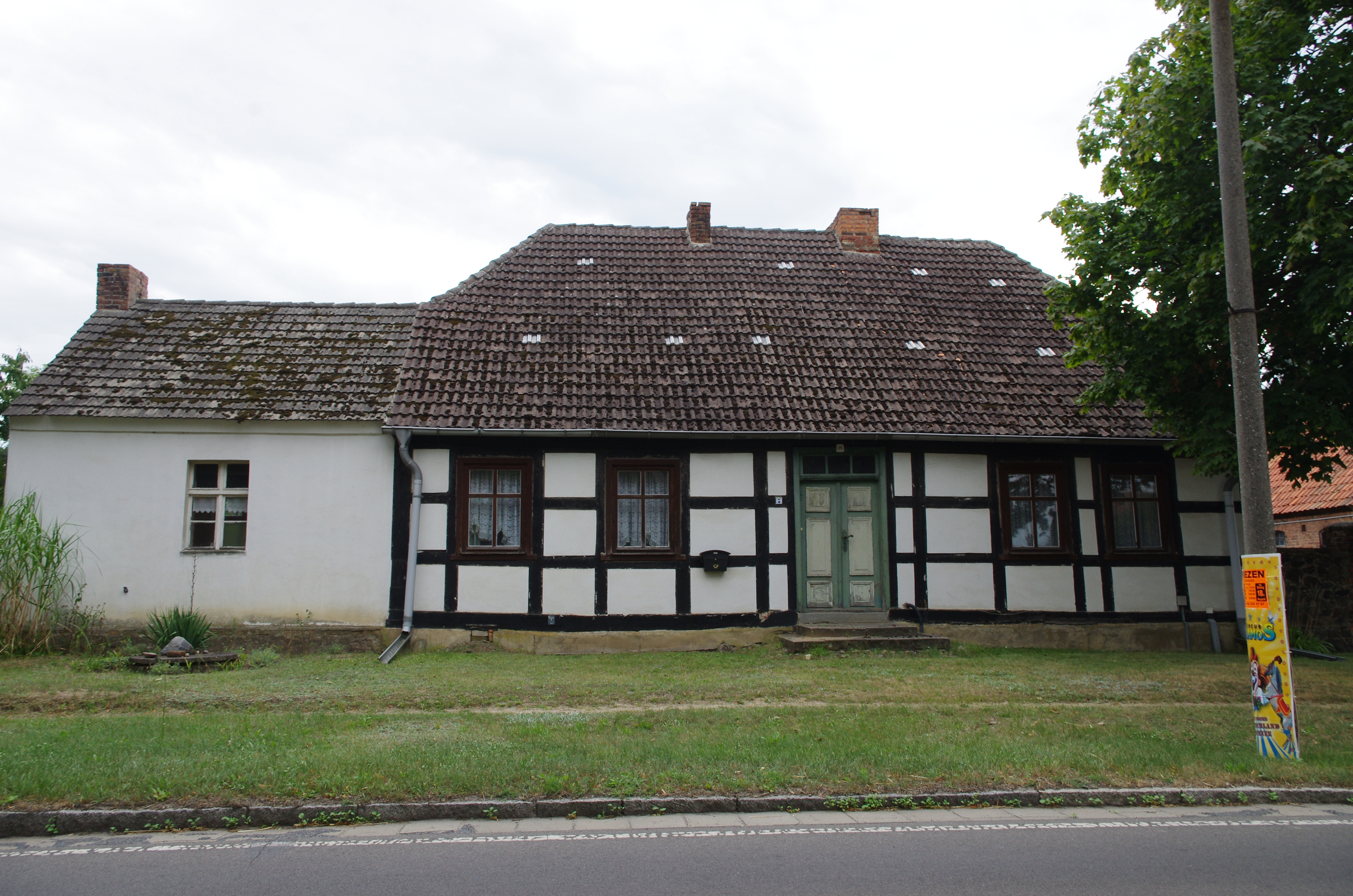
Hofanlage

Rathsdorf ist ein Dorf und Ortsteil der Stadt Wriezen im Landkreis Märkisch-Oderland.

## Geographische Lage
Der Ortsteil besteht aus den Dörfern Rathsdorf, Altgaul und Neugaul. Rathsdorf liegt vier Kilometer nördlich von Wriezen. Westlich des Dorfes befindet sich die Bahnstrecke Bad Freienwalde – Wriezen. Östlich geht am Ort die B167 vorbei.
Aktuell leben 265 Einwohner in Rathsdorf.

## Geschichte
Die Mesolithische Bestattung von Rathsdorf weist bereits auf eine steinzeitliche Besiedlung. Nördlich des Ortes befindet sich ein Urnengräberfeld aus der Mittelbronzezeit. In der Nähe des Gräberfeldes wurde bei Ausgrabungen im Jahre 1999 eine Siedlung aus der Jungbronze- und Früheisenzeit gefunden. Südlich des Ortes befinden sich Reste eines Ofens und einer technischen Anlage. Wahrscheinlich sind diese Anlagen in der Früheisenzeit entstanden.
1801 wohnten in Rathsdorf 147 Einwohner. Ein Brand zerstörte das Dorf am 5. Juni 1822 vollständig. Das Dorf wurde danach wieder aufgebaut. 1871 hatte Rathsdorf 195 Einwohner.
Rathsdorf war seit dem 19. Jahrhundert eine selbständige Gemeinde im Kreis Oberbarnim. Im Jahre 1928 kam bei einer Gemeindereform der Ort Altgaul zur Gemeinde Rathsdorf hinzu. 
Am 1. April 1959 wurde Rathsdorf mit der Nachbargemeinde Neugaul zur Gemeinde Rathsdorf/Neugaul zusammengeschlossen.
Am 31. Dezember 1997 wurde die Gemeinde Rathsdorf/Neugaul nach Wriezen eingemeindet. Damals lebten noch ca. 300 Menschen im Ort.

## Sehenswürdigkeiten
Die Dorfanlage ist denkmalgeschützt.
Das an der Friedhofsmauer stehende Spritzenhaus wurde Anfang des 19. Jahrhunderts errichtet, die Schule 1910. Die Hofanlage Rathsdorf 25 wurde nach dem Brand 1822 neu aufgebaut.